# Pałac na kółkach
Pałac na kółkach – polski film fabularny z 1932 roku w reżyserii Ryszarda Ordyńskiego na podstawie powieści Jerzego Kossowskiego pt. „Cyrk”.

## Obsada
- Karolina Lubieńska – cyrkówka Fioretta
- Igo Sym – przemysłowiec Rańcewicz
- Zbyszko Sawan – Livenzo
- Nina Grudzińska – Nina
- Aleksander Zelwerowicz – Francesco
- Kazimierz Krukowski – fryzjer Ajzyk Rozkoszniak
- Helena Buczyńska – Katty
- Julian Krzewiński – klown Jan
- Henryk Małkowski – klown Wan
- Kalina Zawadzka – Frania
- Czesław Skonieczny – szofer
- Lucjan Żurowski – Cygan
- Henio Francesco – Lendro
- Zbyszek Jezierski – Marko
- Kazimierz Brodzikowski – automobilista
- chór Dana